# Hepburn-System

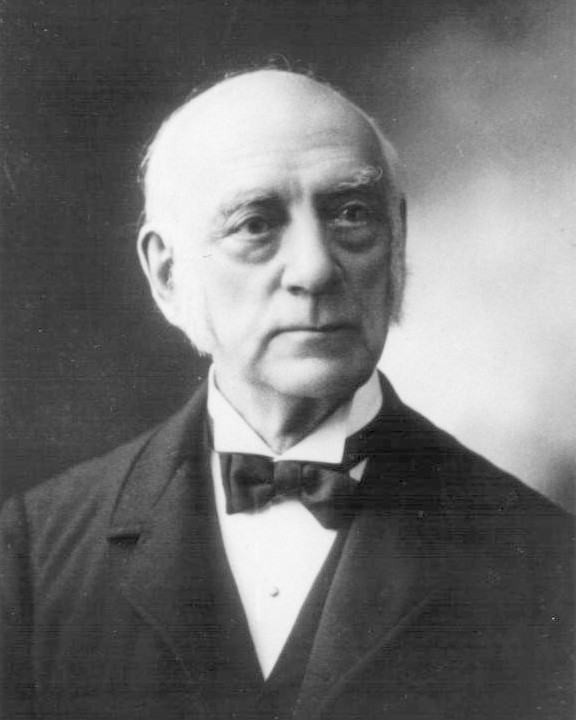
James Curtis Hepburn – Begründer des Hepburn-Systems

Das Hepburn-System (jap. ヘボン式, Hebon-shiki) ist ein Transkriptionssystem für die japanische Schrift, genauer für die Transkription der japanischen Mora-Schriften („Silbenschriften“) Hiragana und Katakana in die lateinische Schrift. Das Hepburn-System ist sowohl in Japan als auch weltweit am meisten verbreitet.

## Geschichte
Das Hepburn-System (ヘボン式 Hebon-shiki – Hebon ist eine alte Abbildung des Namens Hepburn auf das japanische Lautsystem) existiert in mehreren geringfügig voneinander abweichenden Varianten, von denen aber nur zwei als verbreitet angesehen werden können: die ältere Variante wird Hyōjun-Hebon-shiki Rōmaji (標準ヘボン式ローマ字) „Standard-Hepburn-System“ oder einfach „traditionelles Hepburn-System“ genannt und ist in Japan beispielsweise auf japanischen Bahnhofsschildern zu finden. Die andere Variante, Shūsei Hebon-shiki Rōmaji (修正ヘボン式ローマ字), das „revidierte Hepburn-System“, wurde 1954 in der dritten Auflage des japanisch-englischen Wörterbuchs „Kenkyusha's Japanese-English Dictionary“ eingeführt (das seitdem „Kenkyusha's New Japanese-English Dictionary“ heißt) und ist heute die in neueren japanischen Wörterbüchern vorwiegend anzutreffende Transkriptionsart. Auch in den meisten wissenschaftlichen Arbeiten westlicher Autoren wird diese neuere Variante angewendet.
Das Hepburn-System ist benannt nach James Curtis Hepburn, einem US-amerikanischen Arzt und Missionar, der 1867 das erste Japanisch-Englische Wörterbuch, das Waei gorin shūsei (和英語林集成) herausbrachte und dann in dessen dritter Auflage von 1886 erstmals diese später nach ihm als Herausgeber des Wörterbuchs benannte Transkriptionsart verwendete. Dieses Transkriptionssystem war jedoch nicht von ihm allein, sondern vielmehr bereits 1885 von einer Kommission aus japanischen und ausländischen Gelehrten unter seiner Mitwirkung ausgearbeitet worden.
Das andere Transkriptionssystem für die japanische Sprache, das ebenfalls 1885 als Gegenvorschlag von einer Gruppe unter der Leitung des Physikers Aikitsu Tanakadate aufgestellt worden war und Nihon-shiki Rōmaji (日本式ローマ字) „Nippon-System“ heißt, wurde 1937 leicht modifiziert vom Kabinett zum „System für den Amtsgebrauch“ bestimmt und 1954 noch einmal darin bestätigt. Dieses System heißt nun Kunrei-shiki Rōmaji (訓令式ローマ字) „Kunrei-System“ und lehnt sich eng an die Systematik der japanischen Silbenschrift an. Es wurde 1989 sogar als ISO 3602:1989 standardisiert und wird seit einem weiteren Kabinettsbeschluss 1994 heute sogar wieder stärker von verschiedenen offiziellen Stellen eingesetzt. Vereinzelt findet es sich auch in westlichen Lehrbüchern. „Fujisan“ (Hepburn) schreibt sich dort „Huzisan“ (Kunrei).
In der Praxis ist das Hepburn-System derzeit wesentlich verbreiteter. Besonders für das Bibliothekswesen hat das Deutsche Institut für Normung eine modifizierte Version des Hepburn-Systems festgelegt: DIN 32708:2014-08 Information und Dokumentation – Umschrift des Japanischen. Sie folgt der revidierten Version und regelt unter anderem detaillierter die Worttrennung, den Umgang mit japanischen typografischen Zeichen, modernen Kana-Kombinationen und Groß-/Kleinschreibung.

## Hepburn-Umschrift für Hiragana und Katakana

### Standard
| 0 | a                                                                | i                                                                | u                                                                | e                                                                | o                                                                |  | ya                                                         | yu                                                         | yo                                                         |
|   | Einzelgraphen (Gojūon)                                           | Einzelgraphen (Gojūon)                                           | Einzelgraphen (Gojūon)                                           | Einzelgraphen (Gojūon)                                           | Einzelgraphen (Gojūon)                                           |  | Digraphen (Yōon)                                           | Digraphen (Yōon)                                           | Digraphen (Yōon)                                           |
| ∅ | ア a [a]                                                         | イ i [i]                                                         | ウ u [ɯ]                                                         | エ e [e]                                                         | オ o [o]                                                         |  |                                                            |                                                            |                                                            |
| k | カ ka [ka]                                                       | キ ki [ki]                                                       | ク ku [kɯ], [kɯ̥]                                                 | ケ ke [ke]                                                       | コ ko [ko]                                                       |  | キャ kya [kʲa]                                             | キュ kyu [kʲɯ]                                             | キョ kyo [kʲo]                                             |
| s | サ sa [sa]                                                       | シ shi [ɕi], [ɕi̥]                                                | ス su [sɯ], [sɯ̥]                                                 | セ se [se]                                                       | ソ so [so]                                                       |  | シャ sha [ɕa]                                              | シュ shu [ɕɯ]                                              | ショ sho [ɕo]                                              |
| t | タ ta [ta]                                                       | チ chi [ʨi] 8                                                    | ツ tsu [ʦɯ], [ʦɯ̥]                                                | テ te [te]                                                       | ト to [to]                                                       |  | チャ cha [ʨa]                                              | チュ chu [ʨɯ]                                              | チョ cho [ʨo]                                              |
| n | ナ na [na]                                                       | ニ ni [ni]                                                       | ヌ nu [nɯ]                                                       | ネ ne [ne]                                                       | ノ no [no]                                                       |  | ニャ nya [ɲa]                                              | ニュ nyu [ɲɯ]                                              | ニョ nyo [ɲo]                                              |
| h | ハ ha [ha] 1                                                     | ヒ hi [çi], [hi] 6                                               | フ fu [ɸɯ]                                                       | ヘ he [he] 1                                                     | ホ ho [ho]                                                       |  | ヒャ hya [ça], [hʲa]                                       | ヒュ hyu [ça], [hʲɯ]                                       | ヒョ hyo [ço], [hʲo]                                       |
| m | マ ma [ma]                                                       | ミ mi [mi]                                                       | ム mu [mɯ]                                                       | メ me [me]                                                       | モ mo [mo]                                                       |  | ミャ mya [mʲa]                                             | ミュ myu [mʲɯ]                                             | ミョ myo [mʲo]                                             |
| y | ヤ ya [ja]                                                       | 𛄠 yi [ji] 2                                                     | ユ yu [jɯ]                                                       | 𛄡 ye [je] 2                                                     | ヨ yo [jo]                                                       |  |                                                            |                                                            |                                                            |
| r | ラ ra [ɾa]                                                       | リ ri [ɾi]                                                       | ル ru [ɾɯ]                                                       | レ re [ɾe]                                                       | ロ ro [ɾo]                                                       |  | リャ rya [ɾʲa]                                             | リュ ryu [ɾʲɯ]                                             | リョ ryo [ɾʲo]                                             |
| w | ワ wa [ɰa]                                                       | ヰ wi [ɰi], [i] 4                                                | 𛄢 wu [ɰɯ], [ɯ] 2                                                | ヱ we [ɰe], [e] 4                                                | ヲ wo 3 [ɰo], [o] 4                                              |  |                                                            |                                                            |                                                            |
| * | ン n [ɴ], [ɰ̃], [n], [m] 7                                        | ン n [ɴ], [ɰ̃], [n], [m] 7                                        | ン n [ɴ], [ɰ̃], [n], [m] 7                                        | ン n [ɴ], [ɰ̃], [n], [m] 7                                        | ン n [ɴ], [ɰ̃], [n], [m] 7                                        |  |                                                            |                                                            |                                                            |
|   | Einzelgraphen mit Diakritika (Gojūon mit Dakuten und Handakuten) | Einzelgraphen mit Diakritika (Gojūon mit Dakuten und Handakuten) | Einzelgraphen mit Diakritika (Gojūon mit Dakuten und Handakuten) | Einzelgraphen mit Diakritika (Gojūon mit Dakuten und Handakuten) | Einzelgraphen mit Diakritika (Gojūon mit Dakuten und Handakuten) |  | Digraphen mit Diakritika (Yōon mit Dakuten und Handakuten) | Digraphen mit Diakritika (Yōon mit Dakuten und Handakuten) | Digraphen mit Diakritika (Yōon mit Dakuten und Handakuten) |
| g | ガ ga [ga]                                                       | ギ gi [gi]                                                       | グ gu [gɯ]                                                       | ゲ ge [ge]                                                       | ゴ go [go]                                                       |  | ギャ gya [gʲa]                                             | ギュ gyu [gʲɯ]                                             | ギョ gyo [gʲo]                                             |
| z | ザ za [za]                                                       | ジ ji [ʑi] 5                                                     | ズ zu [zɯ] 5                                                     | ゼ ze [ze]                                                       | ゾ zo [zo]                                                       |  | ジャ ja [ʑa]                                               | ジュ ju [ʑɯ]                                               | ジョ jo [ʑo]                                               |
| d | ダ da [da]                                                       | ヂ ji/dji/jyi 5 [ʑi], [ʥi]                                       | ヅ zu/dzu 5 [zɯ], [dzɯ]                                          | デ de [de]                                                       | ド do [do]                                                       |  | ヂャ ja/dja/jya 5 [ʑa], [ʥa]                               | ヂュ ju/dju/jyu 5 [ʑɯ], [ʥɯ]                               | ヂョ jo/djo/jyo 5 [ʑo], [ʥo]                               |
| b | バ ba [ba]                                                       | ビ bi [bi]                                                       | ブ bu [bɯ]                                                       | ベ be [be]                                                       | ボ bo [bo]                                                       |  | ビャ bya [bʲa]                                             | ビュ byu [bʲɯ]                                             | ビョ byo [bʲo]                                             |
| p | パ pa [pa]                                                       | ピ pi [pi]                                                       | プ pu [pɯ]                                                       | ペ pe [pe]                                                       | ポ po [po]                                                       |  | ピャ pya [pʲa]                                             | ピュ pyu [pʲɯ]                                             | ピョ pyo [pʲo]                                             |

| Gruppe   | 行        | a                   | i                                     | u                       | e                            | o                   |
| -------- | --------- | ------------------- | ------------------------------------- | ----------------------- | ---------------------------- | ------------------- |
| k-Gruppe | カ゚行 ng 1 | カ゚ nga ▣ [ŋa]       | キ゚ ngi ▣ [ŋi]                         | ク゚ ngu ▣ [ŋɯ]           | ケ゚ nge ▣ [ŋe]                | コ゚ ngo ▣ [ŋo]       |
| s-Gruppe | サ行 s    |                     | スィ swi/si 2 △▢ [si], [sɰi]          |                         |                              |                     |
| s-Gruppe | サ行 s    | セィ si 2 △ [si]    |                                       |                         |                              |                     |
| s-Gruppe | サ行 sh   |                     | シィ shi/shī △ [ɕiː]                  |                         | シェ she ▢☆ [ɕe]             |                     |
| s-Gruppe | ザ行 z    |                     | ズィ zwi/zi 2 ▢ [zi], [zɰi]           |                         |                              |                     |
| s-Gruppe | ザ行 z    | ゼィ zi 2 △ [zi]    |                                       |                         |                              |                     |
| s-Gruppe | ザ行 j    |                     | ジィ ji/jī △ [ʑiː]                    |                         | ジェ je ☆ [ʑe]               |                     |
| t-Gruppe | タ行 t    |                     | ティ ti ▢☆ [ti]                       | トゥ tu 2 ▢☆ [tɯ]       |                              |                     |
| t-Gruppe | タ行 ch   |                     | チィ chi/chī △ [ʨiː]                  |                         | チェ che ☆ [ʨe]              |                     |
| t-Gruppe | タ行 ts   | ツァ tsa ▢☆ [ʦa]    | ツィ tsi ▢☆ [ʦi]                      | ツゥ tsu/tsū △ [ʦː]     | ツェ tse ▢☆ [ʦe]             | ツォ tso ▢☆ [ʦo]    |
| t-Gruppe | ダ行 d    |                     | ディ di ▢☆ [di]                       | ドゥ du 2 ▢☆ [dɯ]       |                              |                     |
| t-Gruppe | ダ行 dj   |                     | ヂィ dji/djī/jyi/jyī ▣△ [dʑiː], [ʑiː] |                         | ヂェ dje/jye ▣△▢ [dʑe], [ʑe] |                     |
| t-Gruppe | ダ行 dz   | ヅァ dza/dzā △ [ʣa] | ヅィ dzi/dzī △ [ʣi]                   | ヅゥ dzū △ [ʣʷɯ]        | ヅェ dze/dzē △ [ʣe]          | ヅォ dzo/dzō △ [ʣo] |
| h-Gruppe | ハ行 h    |                     |                                       | ホゥ hu △▢ [hɯ]         |                              |                     |
| h-Gruppe | ハ行 f    | ファ fa ▢☆ [ɸa]     | フィ fi ▢☆ [ɸi]                       | フゥ fu/fū △ [ɸɯː]      | フェ fe ▢☆ [ɸe]              | フォ fo ▢☆ [ɸo]     |
| y-Gruppe | ヤ行 y    | イァ ya ◇△ [ja]     | イィ yi △▢ [ji], [iː]                 | イゥ yu ◇△ [jɯ]         | イェ ye ▢☆ [je], [i͜e]        | イォ yo ◇△ [jo]     |
| y-Gruppe | ヤ行 y    |                     | ユェ ye △ [je], [i͜e]                  |                         |                              |                     |
| r-Gruppe | ラ゚行 l 3  | ラ゚ la ▣△▢ [ɾa]      | リ゚ li ▣△▢ [ɾi]                        | ル゚ lu ▣△▢ [ɾɯ]          | レ゚ le ▣△▢ [ɾe]               | ロ゚ lo ▣△▢ [ɾo]      |
| w-Gruppe | ワ行 w    | ウァ wa ◇△ [ɰa]     | ウィ wi ☆ [ɰi]                        | ウゥ wu 2 △▢ [ɰɯ], [ɯː] | ウェ we ☆ [ɰe]               | ウォ wo ☆ [ɰo]      |
| w-Gruppe | ヷ行 v 4  | ヴァ va ▢☆ [va]     | ヴィ vi ▢☆ [vi]                       | ヴ vu ▢☆ [vɯ]           | ヴェ ve ▢☆ [ve]              | ヴォ vo ▢☆ [vo]     |
| w-Gruppe | ヷ行 v 4  | ヷ va ▣△▢ [va]      | ヸ vi ▣△▢ [vi]                        | ( 5) vu ▣△▢ [vɯ]        | ヹ ve ▣△▢ [ve]               | ヺ vo ▣△▢ [vo]      |

| Gruppe   | 行       | a                       | i                      | u                       | e                         | o                        |
| -------- | -------- | ----------------------- | ---------------------- | ----------------------- | ------------------------- | ------------------------ |
| k-Gruppe | カ行 ky  |                         | キィ kyi △ [kʲi]       |                         | キェ kye ◇ [kʲe]          |                          |
| k-Gruppe | ガ行 gy  |                         | ギィ gyi △ [gʲi]       |                         | ギェ gye ◇ [gʲe]          |                          |
| k-Gruppe | カ゚行 ngy | キ゚ャ ngya ▣ [ŋʲa]       |                        | キ゚ュ ngyu ▣ [ŋʲɯ]       |                           | キ゚ョ ngyo ▣ [ŋʲo]        |
| s-Gruppe | サ行 sy  | スャ sya △ [sʲa]        |                        | スュ syu △ [sʲɯ]        |                           | スョ syo △ [sʲo]         |
| s-Gruppe | ザ行 zy  | ズャ zya △ [zʲa]        |                        | ズュ zyu △ [zʲɯ]        |                           | ズョ zyo △ [zʲo]         |
| t-Gruppe | タ行 ty  | テャ tya △ [tʲa]        |                        | テュ tyu ☆ [tʲɯ]        | テェ tye △ [tʲe]          | テョ tyo △ [zʲɯ]         |
| t-Gruppe | タ行 ty  |                         | ティェ tye △ [tʲe]     |                         |                           |                          |
| t-Gruppe | タ行 tsy | ツャ tsya △ [ʦʲa]       |                        | ツュ tsyu ◇△ [ʦʲɯ]      |                           | ツョ tsyo △ [ʦʲo]        |
| t-Gruppe | ダ行 dy  | デャ dya △ [dʲa]        |                        | デュ dyu ☆ [dʲɯ]        | デェ dye △ [dʲe]          | デョ dyo △ [dʲɯ]         |
| t-Gruppe | ダ行 dy  |                         | ディェ dye △ [dʲe]     |                         |                           |                          |
| t-Gruppe | ダ行 dzy | ヅャ dzya △ [ʣʲa]       |                        | ヅュ dzyu ◇△ [ʣʲɯ]      |                           | ヅョ dzyo △ [ʣʲo]        |
| n-Gruppe | ナ行 ny  |                         | ニィ nyi △ [ɲi]        |                         | ニェ nye ◇ [ɲe]           |                          |
| h-Gruppe | ハ行 hy  |                         | ヒィ hyi △ [hʲi], [çi] |                         | ヒェ hye ◇ [hʲe], [çe]    |                          |
| h-Gruppe | ハ行 fy  | フャ fya ◇△ [fʲa],[ɸʲa] |                        | フュ fyu ☆ [fʲɯ], [ɸʲɯ] | フィェ fye ◇△ [ɸʲe],[fʲe] | フョ fyo ◇△ [ɸʲo], [fʲo] |
| h-Gruppe | バ行 by  |                         | ビィ byi △ [bʲi]       |                         | ビェ bye ◇ [bʲe]          |                          |
| h-Gruppe | パ行 py  |                         | ピィ pyi △ [pʲi]       |                         | ピェ pye ◇ [pʲe]          |                          |
| m-Gruppe | マ行 my  |                         | ミィ myi △ [mʲi]       |                         | ミェ mye ◇ [mʲe]          |                          |
| r-Gruppe | ラ行 ry  |                         | リィ ryi △ [ɾʲi]       |                         | リェ rye ◇ [ɾʲe]          |                          |
| r-Gruppe | ラ゚行 ly  | リ゚ャ lya ▣△ [ɾʲa]       |                        | リ゚ュ lyu ▣△ [ɾʲɯ]       |                           | リ゚ョ lyo ▣△ [ɾʲo]        |
| w-Gruppe | ワ行 wy  | ヰャ wya ▣△ [ɰʲa]       |                        | ヰュ wyu ▣△ [ɰʲɯ]       |                           | ヰョ wyo ▣△ [ɰʲo]        |
| w-Gruppe | ワ行 wy  | ウャ wya △ [ɰʲa]        |                        | ウュ wyu ◇△ [ɰʲɯ]       |                           | ウョ wyo △ [ɰʲo]         |
| w-Gruppe | ヷ行 vy  | ヴャ vya ◇△ [vʲa]       |                        | ヴュ vyu ☆ [vʲɯ]        | ヴィェ vye ◇△ [vʲe]       | ヴョ vyo ◇△ [vʲo]        |

| Gruppe   | 行       | a                   | i                   | u                   | e                   | o                   |
| -------- | -------- | ------------------- | ------------------- | ------------------- | ------------------- | ------------------- |
| k-Gruppe | カ行 kw  | クァ kwa ☆ [kʷa]    | クィ kwi ☆ [kʷi]    | クゥ kwu △ [kʷɯ]    | クェ kwe ☆ [kʷe]    | クォ kwo ☆ [kʷo]    |
| k-Gruppe | カ行 kw  | クヮ 6 kwa ▣△ [kʷa] |                     |                     |                     |                     |
| k-Gruppe | ガ行 gw  | グァ gwa ☆ [gʷa]    | グィ gwi ◇△ [gʷi]   | グゥ gwu △ [gʷɯ]    | グェ gwe ◇△ [gʷe]   | グォ gwo ◇△ [gʷo]   |
| k-Gruppe | ガ行 gw  | グヮ 6 gwa ▣ [gʷa]  |                     |                     |                     |                     |
| s-Gruppe | サ行 sw  | スァ swa △ [sʷa]    |                     | スゥ swu △ [sʷɯ]    | スェ swe △ [sʷi]    | スォ swo △ [sʷo]    |
| s-Gruppe | ザ行 zw  | ズァ zwa △ [zʷa]    |                     | ズゥ zwu △ [zʷɯ]    | ズェ zwe △ [zʷe]    | ズォ zwo △ [zʷo]    |
| s-Gruppe | サ行 sw  | スゥァ swa △ [sʷa]  | スゥィ swi △ [sʷi]  | スゥゥ swu △ [sʷɯ]  | スゥェ swe △ [sʷi]  | スゥォ swo △ [sʷo]  |
| s-Gruppe | ザ行 zw  | ズゥァ zwa △ [zʷa]  | ズゥィ zwi △ [zʷi]  | ズゥゥ zwu △ [zʷɯ]  | ズゥェ zwe △ [zʷe]  | ズゥォ zwo △ [zʷo]  |
| t-Gruppe | タ行 tsw | ツゥァ tswa △ [ʦʷa] | ツゥィ tswi △ [ʦʷi] | ツゥゥ tswu △ [ʦʷɯ] | ツゥェ tswe △ [ʦʷe] | ツゥォ tswo △ [ʦʷo] |
| t-Gruppe | ダ行 dzw | ヅゥァ dzwa △ [ʣʷa] | ヅゥィ dzwi △ [ʣʷi] | ヅゥゥ dzwu △ [ʣʷɯ] | ヅゥェ dzwe △ [ʣʷe] | ヅゥォ dzwo △ [ʣʷo] |
| t-Gruppe | タ行 tw  | トァ twa △ [tʷa]    | トィ twi △ [tʷi]    |                     | トェ twe △ [tʷe]    | トォ two △ [tʷo]    |
| t-Gruppe | ダ行 dw  | ドァ dwa △ [dʷa]    | ドィ dwi △ [dʷi]    |                     | ドェ dwe △ [dʷe]    | ドォ dwo △ [dʷo]    |
| t-Gruppe | タ行 tw  | トゥァ twa △ [tʷa]  | トゥィ twi △ [tʷi]  | トゥゥ twu △ [tʷɯ]  | トゥェ twe △ [tʷe]  | トゥォ two △ [tʷo]  |
| t-Gruppe | ダ行 dw  | ドゥァ dwa △ [dʷa]  | ドゥィ dwi △ [dʷi]  | ドゥゥ dwu △ [dʷɯ]  | ドゥェ dwe △ [dʷe]  | ドゥォ dwo △ [dʷo]  |
| n-Gruppe | ナ行 nw  | ヌァ nwa △ [nʷa]    | ヌィ nwi △ [nʷi]    | ヌゥ nwu △ [nʷɯ]    | ヌェ nwe △ [nʷe]    | ヌォ nwo △ [nʷo]    |
| h-Gruppe | ハ行 fw  | フゥァ fwa △ [ɸʷa]  | フゥィ fwi △ [ɸʷi]  | フゥゥ fwu △ [ɸʷɯ]  | フゥェ fwe △ [ɸʷe]  | フゥォ fwo △ [ɸʷo]  |
| h-Gruppe | バ行 bw  | ブァ bwa △ [bʷa]    | ブィ bwi △ [bʷi]    | ブゥ bwu △ [bʷɯ]    | ブェ bwe △ [bʷe]    | ブォ pwo △ [pʷo]    |
| h-Gruppe | パ行 pw  | プァ pwa △ [pʷa]    | プィ pwi △ [pʷi]    | プゥ pwu △ [pʷɯ]    | プェ pwe △ [pʷe]    | プォ pwo △ [pʷo]    |
| h-Gruppe | ハ行 hw  | ホゥァ hwa △ [hʷa]  | ホゥィ hwi △ [hʷi]  | ホゥゥ hwu △ [hʷɯ]  | ホゥェ hwe △ [hʷe]  | ホゥォ hwo △ [hʷo]  |
| m-Gruppe | マ行 mw  | ムァ mwa △ [mʷa]    | ムィ mwi △ [mʷi]    | ムゥ mwu △ [mʷɯ]    | ムェ mwe △ [mʷe]    | ムォ mwo △ [mʷo]    |
| r-Gruppe | ラ行 rw  | ルァ rwa △ [ɾʷa]    | ルィ rwi △ [ɾʷi]    | ルゥ rwu △ [ɾʷɯ]    | ルェ rwe △ [ɾʷe]    | ルォ rwo △ [ɾʷo]    |
| w-Gruppe | ヷ行 vw  | ヴゥァ vwa △ [vʷa]  | ヴゥィ vwi △ [vʷi]  | ヴゥゥ vwu △ [vʷɯ]  | ヴゥェ vwe △ [vʷe]  | ヴゥォ vwo △ [vʷo]  |

| Gruppe          | 行               | a                             | i               | u                                    | e               | o                              |
| h-Kombinationen | h-Kombinationen  | h-Kombinationen               | h-Kombinationen | h-Kombinationen                      | h-Kombinationen | h-Kombinationen                |
| --------------- | ---------------- | ----------------------------- | --------------- | ------------------------------------ | --------------- | ------------------------------ |
| t-Gruppe        | タ行 t/th        | テァ tha △ [tʰa], [ta]        |                 | テゥ thu/tu △ [tʰɯ], [tɯ]            |                 | テォ tho △ [tʰo], [to]         |
| t-Gruppe        | ダ行 d/dh        | デァ dha △ [dʰa], [da]        |                 | デゥ dhu/du △ [dʰɯ], [dɯ]            |                 | デォ dho △ [dʰo], [do]         |
| t-Gruppe        | タ行 t/th/ty/thy | ティァ thya/tha △ [tʰa], [ta] |                 | ティゥ thyu/thu/tyu/tu △ [tʰɯ], [tɯ] |                 | ティォ thyo/tho △ [tʰo], [to]  |
| t-Gruppe        | ダ行 d/dh/dy/dhy | ディァ dhya/dha △ [dʰa], [da] |                 | ディゥ dhyu/dhu/dyu/du △ [dʰɯ], [dɯ] |                 | ディォ dhyo/dhyo △ [dʰo], [do] |

Anmerkungen
- In Hepburns erster Auflage wurden え und エ noch als ye transkribiert. In seiner dritten Auflage nur noch bei sinojapanischen Wörtern, wenn die zweite Silbe damit anfängt, d. h. shoyen statt shoen und Sanyetsu statt San’etsu.

- Das hye in der letzten Zeile ist gleich ein doppelter Spezialfall, der durch die neumodische Interjektion ひぇーっ bzw. ヒェーッ entstand, die Überraschung ausdrückt. Da das ye-Zeichen (Hiragana: ゑ Katakana: ヱ) selbst nicht mehr in Gebrauch ist, musste dafür das einfache (kleine) e-Zeichen einspringen, wie es auch bei she, je und che der Fall ist. Da es sich bei der vorgenannten Interjektion aber nicht um einen „fremdländischen“ Ausdruck handelt, kann man sie sowohl in Katakana als auch in Hiragana schreiben.

## Lange Vokale
Unmarkierte Vokale sind normalerweise kurz. Lange Vokale werden korrekterweise mit einem Makron ( ¯ ) gekennzeichnet. Wegen des fehlenden Makrons in gängigen Tastaturbelegungen wird oft ein Zirkumflex ( ^ ) verwendet. (Die deutsche Standard-Tastaturbelegung E1 enthält das Makron als Tottaste Alt Gr + w und ermöglicht somit die korrekte Anwendung des Hepburn-Systems.)
Vokalkombinationen werden wie folgt wiedergegeben:

### A + A
Die Kombination a + a wird als aa geschrieben, wenn es sich um eine innere Wortgrenze handelt:
- 真新しい   ma + a + ta + ra + shi + i = maatarashii – ganz neu

In allen anderen Fällen wird a + a zu einem langen ā zusammengezogen:
- お婆さん   o + ba + a + sa + n = obāsan – Oma

### I + I
Die Kombination i + i wird immer als ii geschrieben.
- 兄さん   ni + i + sa + n = niisan – [älterer] Bruder
- お爺さん   o + ji + i + sa + n = ojiisan – Opa
- 美味しい   o + i + shi + i = oishii – wohlschmeckend
- 新潟   ni + i + ga + ta = Niigata (Ortsname, wörtl. „neues Watt“)
- 灰色   ha + i + i + ro = haiiro – grau (wörtl. „Aschen-Farbe“)

### U + U
Die Kombination u + u wird als uu geschrieben, wenn es sich um eine innere Wortgrenze oder um die Präsens-Endung bestimmter Verben handelt:
- 食う   ku + u = kuu – essen
- 縫う   nu + u = nuu – nähen

In allen anderen Fällen wird u + u zu einem langen ū zusammengezogen:
- 数学   su + u + ga + ku = sūgaku – Mathematik
- 注意   chu + u + i = chūi – Vorsicht
- ぐうたら   gu + u + ta + ra = gūtara – Faulpelz

### E + E
Die Kombination e + e wird als ee geschrieben, wenn es sich um eine innere Wortgrenze handelt:
- 濡れ縁   nu + re + e + n = nureen – nicht regengeschützter Teil der „Veranda“ (Gang außen an jap. Häusern)

In allen anderen Fällen wird e + e zu einem langen ē zusammengezogen:
- お姉さん   o + ne + e + sa + n = onēsan – (ältere) Schwester

### O + O
Die Kombination o + o wird als oo geschrieben, wenn es sich um eine innere Wortgrenze handelt:
- 小躍り   ko + o + do + ri = koodori – Freudensprung

In allen anderen Fällen wird o + o zu einem langen ō zusammengezogen:
- 大船   o + o + fu + na = Ōfuna – Ōfuna
- 遠回り   to + o + ma + wa + ri = tōmawari – Umweg
- 大阪   o + o + sa + ka = Ōsaka – Osaka

### O + U
Die Kombination o + u wird als ou geschrieben, wenn es sich um eine innere Wortgrenze oder um die Präsens-Endung bestimmter Verben handelt:
- 追う   o + u = ou – verfolgen
- 迷う   ma + yo + u = mayou – sich nicht entscheiden können
- 子馬   ko + u + ma = kouma – Fohlen

In allen anderen Fällen wird o + u zu einem langen ō zusammengezogen:
- 学校   ga + (t) + ko + u = gakkō – Schule
- 東京   to + u + kyo + u = Tōkyō – Tokio
- 勉強   be + n + kyo + u = benkyō – lernen
- 電報   de + n + po + u = dempō – Telegramm
- 金曜日   ki + n + yo + u + bi = kin'yōbi – (Wochentag der Venus) Freitag
- 話そう   ha + na + so + u = hanasō – sprechen wir!

### Kombination zweier verschiedener Vokale außer O + U
Die Kombination e + i wird immer als ei geschrieben, auch in sinojapanischen Wörtern, wo ihre Aussprache einem langen ē nahekommt:
- 学生   ga + ku + se + i = gakusei – Schüler
- 経験   ke + i + ke + n = keiken – Erfahrung
- 制服   se + i + fu + ku = seifuku – Uniform
- 姪   me + i = mei – Nichte
- 招いて   ma + ne + i + te = maneite – rufen/einladen und dann

Auch alle übrigen Kombinationen zweier verschiedener Vokale (außer o + u) werden getrennt geschrieben:
- 軽い   ka + ru + i = karui – leicht
- 鴬   u + gu + i + su = uguisu – Japanseidensänger (Vogelart)
- 甥   o + i = oi – Neffe

### Vokal mit Dehnungsstrich
Ein bei (meist) fremdsprachigen Ausdrücken durch einen Dehnungsstrich (bei waagerechter Schreibung: ー, bei senkrechter Schreibung auch senkrecht geschrieben) angezeigter langer Vokal wird in der Lateinschrift immer durch einen langen Vokal mit Makron (ā, ī, ū, ē, ō) wiedergegeben:
- セーラー   se + (Dehnungsstrich) + ra + (Dehnungsstrich) = sērā – Matrose (sailor)
- パーティー   pa + (Dehnungsstrich) + ti + (Dehnungsstrich) = pātī – Party
- レーナ(伶奈)   re + (Dehnungsstrich) + na = Rēna – Lena
- ヒーター   hi + (Dehnungsstrich) + ta + (Dehnungsstrich) = hītā – Heizung (heater)
- タクシー   ta + ku + shi + (Dehnungsstrich) = takushī – Taxi
- スーパーマン   su + (Dehnungsstrich) + pa + (Dehnungsstrich) + ma + n = Sūpāman – Superman

## Weitere Schreibregeln

### Partikelはundへ
Die Zeichen は (ha) und へ (he) werden im Japanischen, soweit sie als grammatische Partikel (Postpositionen) benutzt werden, wie わ und え ausgesprochen und entsprechend in Umschrift wa bzw. e geschrieben. Im traditionellen Hepburn-System wurde letzteres noch ye geschrieben.
- 私は学校に行きます.   Watashi wa gakkō ni ikimasu. – Ich gehe zur Schule.
- ここは横浜です.   Koko wa Yokohama desu. – Hier ist Yokohama.
- ここへ来ては行けません.   Koko e kite wa ikemasen. – Hier darf man nicht herkommen.

Natürlich bleibt die Lesung und Schreibung ha und he erhalten, wenn sie nicht als Partikel gebraucht werden:
- 葉書   ha + ga + ki = hagaki – Postkarte

### Partikelを
Das Zeichen を (eigentlich wo) wird im modernen Japanischen nur noch als grammatische Partikel (Postposition) gebraucht und dann genauso wie お ausgesprochen und entsprechend o geschrieben.
- 何を見てるの?   Nani o miteru no? – Was schaust du (da) an?

Gelegentlich wird auch noch „wo“ geschrieben, wenn Bedarf an erhöhter Klarheit herrscht.

### Silbenschluss-n(ん)
Kommt ein Vokal oder y-Laut nach einem Silbenschluss-n, wird korrekterweise ein Apostroph gesetzt, um Doppeldeutigkeiten zu vermeiden:
- 金曜日   kin’yōbi – Freitag
- 慎一   Shin’ichi – Shin’ichi (Name)

traditionelles Hepburn-System:

Das Silbenschluss-n ん (Katakana: ン) wird vor m, b, p als m, ansonsten immer als n geschrieben:
- 音楽   ongaku – Musik
- 勉強   benkyō – lernen
- 乾杯   Kampai – Prost
- 新聞   shimbun – Zeitung
- 電報   dempō – Telegramm

revidiertes Hepburn-System:

In diesem von Japanologen bevorzugten System wird das Silbenschluss-n ん (Katakana: ン) immer als n geschrieben, also:
- 乾杯   Kanpai – Prost
- 新聞   shinbun – Zeitung
- 電報   denpō – Telegramm

### Kleinestsu(っ)
Vor konsonantischen Silben zeigt das kleine tsu (っ) die Verdopplung des folgenden Konsonanten an (z. B. k → kk). Für die Digraphen gilt sh → ssh, ts → tts aber ch → tch (nicht regelkonform, jedoch analog zu den anderen Fällen gelegentlich als cch transkribiert):
- 学校   gakkō – Schule
- 日本   Nippon – Japan (altertümliche Lesung; 日本 wird in der Regel Nihon gelesen)
- 仰る   ossharu – sagen (höflich)
- 一通   ittsū – eine Kopie (eines Dokuments)
- 一致   itchi – Übereinstimmung

Befindet sich das kleine tsu am Ende eines Wortes, drückt es das abrupte Ende des Wortes aus und wird mit einem Apostroph wiedergegeben:
- アアアッ   aaa'  – abrupt abbrechendes „aaah“
- ひぇーっ   hyē'  – Überraschungslaut

### Großschreibung
Am Satzanfang und bei Eigennamen wird gewöhnlich entsprechend den Gepflogenheiten im Englischen großgeschrieben.
- 私は学校に行きます.   Watashi wa gakkō ni ikimasu. – Ich gehe jetzt zur Schule.
- ここは横浜です.   Koko wa Yokohama desu. – Hier ist Yokohama.

## Verwendung des Hepburn-Systems in Japan
- Japanische Eisenbahn (Beschriftung der Stationsschilder):
verwendet das „traditionelle“ Hepburn-System und verwendet auch ā, ī, ū, ē, ō.
- Japanische Unternehmen (Schreibung von Firmen und Produktnamen):
verwenden meist das „traditionelle“ Hepburn-System ohne Kennzeichnung der langen Vokale (Meiji Chocolate, Shiseido, Seiko etc.)
- Japanisches Außenministerium (Schreibung japanischer Namen in Reisepässen):
verwendet das „traditionelle“ Hepburn-System, erlaubt aber auf Antrag ein Dehnungs-h („oh“ statt „ō“, wie zum Beispiel in „Tomoko Ohta“ statt „Ōta“).[1]
- Japanisches Verkehrsministerium (Beschriftung der Straßen-Wegweiser):
verwendet das „revidierte“ Hepburn-System (Silbenschluss-n immer n), zeigt jedoch lange Vokale überhaupt nicht an.
- Japanisches Kultusministerium (Unterricht an den Schulen):
lässt sowohl das „offizielle“ Kunrei-System als auch das „traditionelle“ Hepburn-System unterrichten
- Japanisches Kultusministerium folgt 2024 dem Rat des zuständigen Gremiums für kulturelle Fragen, das „offizielle“ Kunrei-System zugunsten des Hepburn-Systems (Hebon-shiki) aufzugeben.[2]

## Aussprache
Die Vokale und Konsonanten werden im Hepburn-System folgendermaßen ausgesprochen:
- m, d, b: wie im Deutschen
- k, t, p: ähnlich wie im Deutschen, aber nicht behaucht, d. h. man hört kein „h“ danach
- a, e, o: wie im Deutschen, aber nur kurz betont, Doppelvokale werden lang ausgesprochen: beispielsweise a wie in Ball und ā wie in Bad
- i: ähnlich wie im Deutschen, aber nicht mit gespannten Lippen; zwischen stimmlosen Konsonanten und bei tiefem Tonakzent am Wortende meist stumm oder schwach betont
- u: u mit nicht gerundeten Lippen ([ɯ]), klingt häufig wie ü; zwischen stimmlosen Konsonanten und bei tiefem Tonakzent am Wortende meist stumm oder schwach angedeutet
- h: wie im Deutschen; wird vor stummem i wie ein feines ch in Ich ausgesprochen und klingt ähnlich wie sch ([ç])
- f: Laut zwischen h und f; zwischen den nahezu geschlossenen Lippen durchpusten; vor stummem u wenn am Ende eines Wortes manchmal wie ch ausgesprochen
- n ([ɴ]): wird vor m, b, p (siehe Silbenschluss-n) als m gesprochen und vor g oder k als ng (Ingolf (g wird betont) resp. Anker, [ŋ]); ansonsten wird es weiter hinten im Rachen gesprochen, als das deutsche n; wird manchmal nur nasal angedeutet (die Zunge berührt dabei den Gaumen nicht)
- g: wie im Deutschen, häufig auch als ng ([ŋ])
- s: wie stimmloses s oder deutsches ß ([s]; Masse und Maße, aber nicht Sonne [z])
- sh ([ɕ]): ähnlich wie deutsches weiches ch, aber mit Zungenstellung wie beim deutschen sch
- ch: enge Verbindung (Affrikate) von t+sh ([t̠͡ɕ])
- ts: wie deutsches z (Zaun, [ʦ])
- y: wie deutsches j (Jacke, jemand, [j])
- r: [ɺ] oder bisweilen [ɾ]
- w: ähnlich wie w im Englischen, aber ohne Rundung der Lippen ([ɰ])
- z: wie stimmhaftes s (sagen, Sonne, [z])
- j: stimmhaftes Gegenstück ([ʑ]) zu sh: wie das zweite g in Garage, allerdings fast wie ein stimmhaftes s (meist im Wortinneren, d. h. nach Vokal) oder ähnlich wie stimmhaftes dsch (Dschungel, Junkie, [d̠͡ʑ]; meist am Wortanfang und nach n).

Der Verschlusslaut, der durch einen doppelten Konsonanten (außer nn und mm) oder tch dargestellt wird, wird wie im Italienischen oder Finnischen ausgesprochen. Das heißt, dass der folgende Konsonant vorbereitet und der Luftstrom gestoppt wird. Der Doppeltkonsonant bedeutet nicht wie im Deutschen, dass ein davorstehender Vokal kurz ist, sondern der Konsonant selbst ist lang. Bei Nicht-Plosiven (zum Beispiel [s]) klingt der Konsonant meist tatsächlich lang.
- 学校: gakkō sprich: „ga“ (kurze Pause) „kkō“
- 一緒: issho sprich: „i“ (langes „sh“) „sho“

## Betonung
Der Tonhöhenakzent der japanischen Sprache wird weder in der japanischen Schrift noch im Hepburn-System wiedergegeben.

## Vor- und Nachteile des Hepburn-Systems
Vorteile
Das Hepburn-System ist in der englischsprachigen Literatur seit der 1886 erschienenen dritten Auflage des japanisch-englischen Wörterbuchs Waei Gorinshūsei (和英語林集成) des amerikanischen Arztes James Curtis Hepburn zum Standard geworden und hat sich nach dem Zweiten Weltkrieg auch in Deutschland durchgesetzt, ermöglicht somit eine international einigermaßen einheitliche Schreibweise. Es ermöglicht dem mit der englischen Laut-Buchstaben-Zuordnung der Konsonanten und der normalen „italienischen“ Aussprache der Vokale vertrauten Leser eine für Japaner akzeptable Aussprache japanischer Wörter und ist als Aussprachehilfe weit intuitiver als das Kunrei-System.
Nachteile
Das Hepburn-System ist als Aussprachehilfe für Deutsch-Muttersprachler nur bedingt geeignet, da viele Konsonanten anders als im Deutschen ausgesprochen werden, das korrekte Lesen also erst erlernt werden muss. Die weite Verbreitung des Hepburn-Systems trägt dazu bei, dass eine phonetisch exaktere Umschrift des Japanischen in IPA-Lautschrift weitgehend unüblich ist.
Das Hepburn-System wird manchmal als Transliterationssystem missverstanden, es ist aber ein Transkriptionssystem, weil bei einigen Silben (ji, zu) die Rück-Umsetzung in die japanischen Silbenschriften Hiragana (じ/ぢ, ず/づ) und Katakana (ジ/ヂ, ズ/ヅ) nicht eindeutig ist.